# Oleksij Barkalow
Oleksij Stepanowytsch Barkalow (ukrainisch Олексій Степанович Баркалов; * 18. Februar 1946 in Wwedenka; † 9. September 2004 in Kiew) war ein sowjetischer Wasserballspieler. Bei Olympischen Spielen gewann er mit der sowjetischen Nationalmannschaft 1968 eine Silbermedaille sowie 1972 und 1980 Gold. 1975 war er Weltmeister und 1973 Weltmeisterschaftszweiter sowie 1970 Europameister.

## Sportliche Karriere
Der 1,80 m große Oleksij Barkalow spielte für Dynamo Charkiw und für Dynamo Kiew.
Seine internationale Karriere begann bei den Olympischen Spielen 1968 in Mexiko-Stadt. Die sowjetische Mannschaft belegte in der Vorrunde den zweiten Platz hinter den Ungarn und besiegte im Halbfinale die Italiener mit 8:5. Im Finale gegen die Jugoslawen unterlag die sowjetische Mannschaft mit 11:13 Toren. Die elf Treffer der sowjetischen Mannschaft im Finale wurden von nur zwei Spielern erzielt. Sieben Tore gelangen Barkalow, die anderen vier Treffer warf Wjatscheslaw Skok. 1970 bei der Europameisterschaft in Barcelona gewann die sowjetische Mannschaft den Titel mit neun Siegen in neun Spielen, Zweite wurden die Ungarn vor den Jugoslawen.
Bei seinen zweiten Olympischen Spielen 1972 in München wirkte Barkalow in allen acht Partien mit und erzielte zehn Tore. Die sowjetische Mannschaft verlor kein Spiel, die Partien gegen die Ungarn und gegen das US-Team endeten unentschieden. Am Ende lagen die Ungarn nach Punkten gleichauf mit der sowjetischen Mannschaft, die aber durch die bessere Tordifferenz die erste olympische Goldmedaille für die Sowjetunion im Wasserball gewann. 1973 fand in Belgrad die erste Weltmeisterschaft im Wasserball statt. In der Finalrunde besiegten die Ungarn die sowjetische Mannschaft mit 5:4 und gewannen den Titel vor der sowjetischen Mannschaft und den Jugoslawen. 1974 bei der Europameisterschaft in Wien siegten die Ungarn, dahinter erhielt das sowjetische Team nur aufgrund der besseren Tordifferenz die Silbermedaille vor den Jugoslawen. Im Jahr darauf bei der Weltmeisterschaft in Cali siegte das sowjetische Team im letzten Spiel mit 5:4 über die Ungarn und gewann damit Gold vor den Ungarn und den Italienern.
1976 erreichte das sowjetische Team bei den Olympischen Spielen in Montreal nur den  achten Platz. Barkalow warf im Turnierverlauf sechs Tore. Es folgten vierte Plätze bei der Europameisterschaft 1977 und der Weltmeisterschaft 1978. Bei den Olympischen Spielen 1980 in Moskau siegte die sowjetische Mannschaft vor den Jugoslawen und den Ungarn. Im letzten Spiel bezwang das sowjetische Team die jugoslawische Auswahl mit 8:7. Barkalow erzielte im Turnierverlauf acht Tore, ging aber sowohl gegen Ungarn als auch gegen Jugoslawien leer aus. Außer Barkalow waren mit Alexander Kabanow und Wjatscheslaw Sobtschenko zwei weitere Spieler bei beiden Olympiasiegen der sowjetischen Wasserball-Nationalmannschaft dabei.
1993 wurde Barkalow in die International Swimming Hall of Fame (ISHOF) aufgenommen.